# マツカゼソウ
マツカゼソウ（松風草、学名：Boenninghausenia albiflora var. japonica ）は、ミカン科マツカゼソウ属の多年草。
独立した種、（Boenninghausenia japonica ）とする考えもあるが、東アジアに分布するケマツカゼソウ（Boenninghausenia albiflora ）を分類上の基本種とした変種としている。また、広義のBoenninghausenia albiflora として考える場合がある。

## 特徴
茎は直立して細く、高さ50-80cmになり、上方で分枝する。葉は互生し、3回3出羽状複葉で、多数ある小葉は大きさが不ぞろいで、倒卵形から楕円形で、長さ10-25mmになる。小葉の先は円く、基部はくさび形になり、縁は全縁で、裏面は白色を帯びる。葉に腺点があり、一種の臭いがある。
花期は8-10月。枝先に円錐状集散花序を出し、多数の白色の花をつける。萼は4個に裂け、萼片は長さ約1mmになる長楕円形。花弁は4個あり、長さ3-4mmの長楕円形になる。雄蕊は6-8個あり、長さは不ぞろいで、花弁より長い。つぼ状の花盤があり、縁に小さな鋸歯がある。子房は4心皮からなり、長い柄の上にあり、その先に1個の花柱がある。子房の各室には6-8個の胚珠がある。果実は分離果で、長さ約3mmになる4個の卵形の分果に分かれ、腹面で裂開する。種子は暗褐色の腎形で長さ約1.5mmになる。

## 分布と生育環境
日本の本州の宮城県以南、四国、九州に分布し、山地の林縁などに生育する。

## 和名の由来
松風草の意味で、秋風に吹かれる草姿に、ある趣が感じられるということで付けられたのであろうかとしている。

## ギャラリー
- 白色の4弁花で、花弁より雄蕊のほうが長い。
- 果実は4分果。

## マツカゼソウ属
マツカゼソウ属（マツカゼソウぞく、学名：Boenninghausenia Reichenbach ex Meisner、和名漢字表記：松風草属）はミカン科の属の一つ。ミカン科では唯一の草本である。属する種は、分類の考え方により、日本を含む東アジアに3種あるとされる。一方、Boenninghausenia albiflora にまとめて、1属1種（広義）とする考えがあり、この場合のB. albiflora の分布地は、日本の他、中国大陸、台湾、ブータン、インド、インドネシア、カシミール、ラオス、ミャンマー、ネパール、パキスタン、フィリピン、タイ、ベトナム北部となり、アジア東部、南部、南東部に広がる。
属名のBoenninghausenia は、ドイツ、ミュンスターの医師であり植物学者の Clemens Maria Franz von Bönninghausen (1785 - 1864)の名に因む。